# Die Industrielle Revolution Geht Weiter...
Die Industrielle Revolution Geht Weiter... (niem. Następna rewolucja przemysłowa...) jest pierwszym DVD brazylijskiego zespołu industrial metalowego Der Wahnsinn. Album posiada alternatywną nazwę: Industrielle Revolution: EP/DVD.

## Spis utworów
EP:
1. Industrielle Revolution (Rewolucja Przemysłowa)
2. Neuen Anfang
3. Frankenstein
4. Der Wahnsinn (Szaleństwo)
5. Feueraugen (Oczy ognia)
6. Der Gott Des Krieges (Live) (Bóg Wojny)
7. Mein Sieg (Live) (Moje zwycięstwo)
8. Energie (Live) (Energia)

DVD:
1. Gravação do EP
2. Making Of Industrielle Revolution
3. Temática das letras
4. Vida Der Wahnsinn
5. Blackmore Concert